# 杉江勘兵衛
杉江 勘兵衛（すぎえ かんべえ）は、安土桃山時代の武将。石田三成の家臣。

## 略歴
当初は稲葉良通に仕えたが、後に石田三成に仕える。同じ石田家臣の島清興、前野忠康と並んで勇猛さを謳われた。
慶長5年（1600年）の関ヶ原の戦いで、岐阜城に進軍中、藤堂高虎、黒田長政、田中吉政の兵と河渡で交戦（木曽川・合渡川の戦い）し、吉政の家臣・辻重勝に討たれた。
辻重勝（勘兵衛）、藤堂高虎家臣・渡辺了（勘兵衛）と並んで「三勘兵衛」と言われる。